# Molophilus (Molophilus) urodontus
Molophilus (Molophilus) urodontus is een tweevleugelige uit de familie steltmuggen (Limoniidae). De soort komt voor in het Palearctisch gebied.